# Pine Hills (Kalifornia, Humboldt megye)
Pine Hills statisztikai település az USA Kalifornia államában, Humboldt megyében. Lakosainak száma 3186 fő (2020. április 1.). 
A település népességének változása:

| 2010 | 3 131 |
| 2020 | 3 186 |